# Герцог Дино

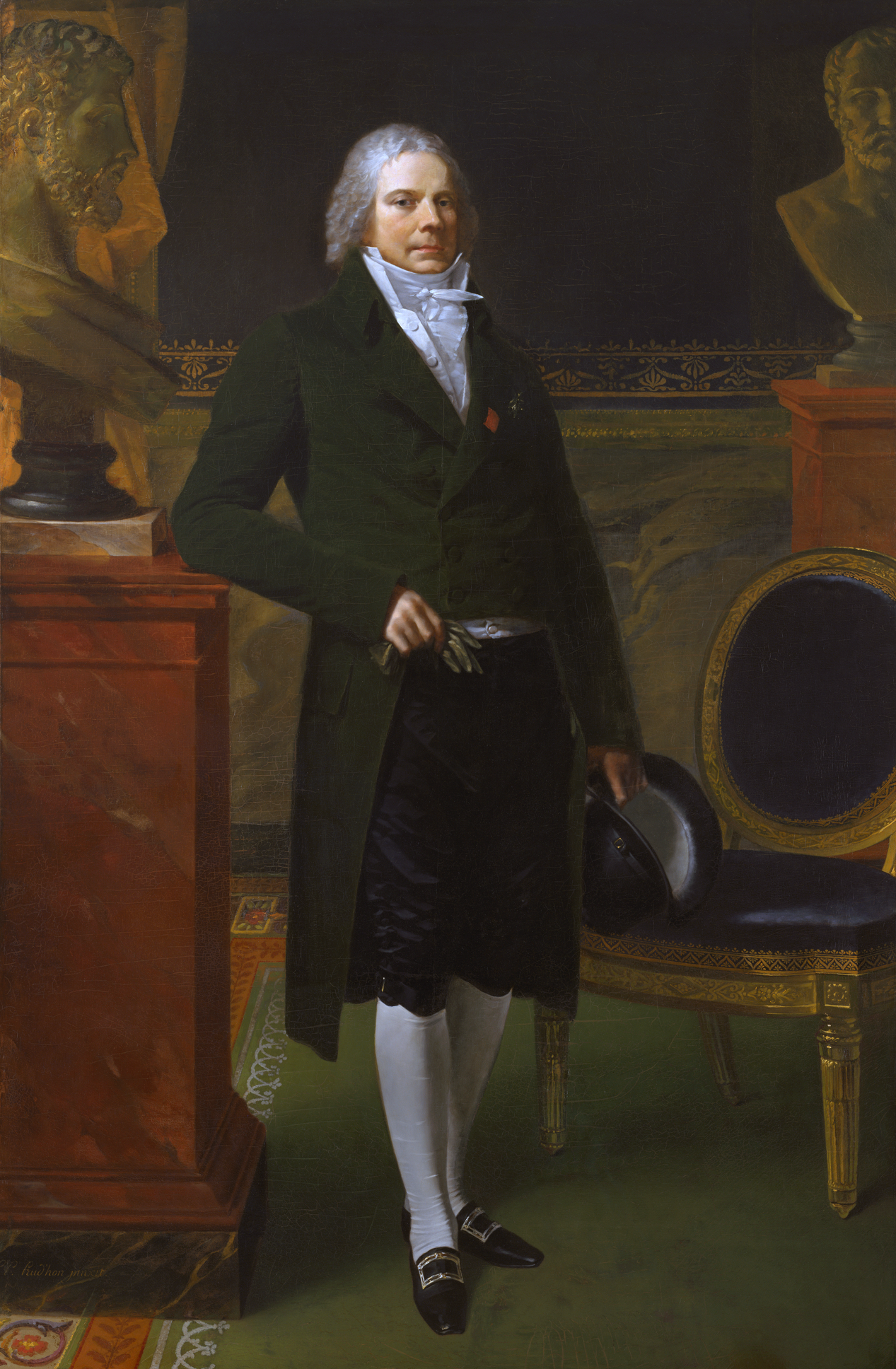
Шарль Морис де Талейран-Перигор, принц де Талейран (1754—1838)

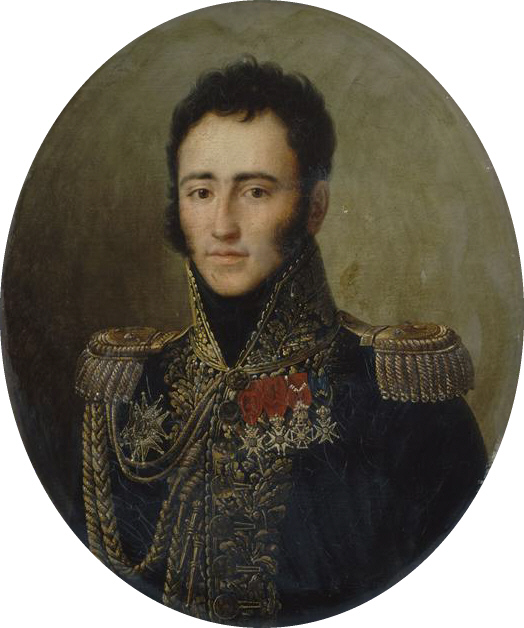
Французский генерал-лейтенант Александр-Эдмон де Перигор-Талейран, 2-й герцог де Талейран и 2-й герцог де Дино (1787—1872)

Герцог де Дино (фр. Duc de Dino) — итальянский и французский аристократический титул. Он был создан 9 ноября 1815 года королем Обеих Сицилий Фердинандом I для французского министра иностранных дел Шарля Мориса де Талейрана-Перигора, 1-го принца де Талейрана (1754—1838), в награду за его услуги во время Венского конгресса. Герцогский титул был признан во Франции в 1817 году, а в Италии — в 1912 году.
В 1968 году после смерти бездетного Эли Талейрана-Перигора, 7-го герцога де Талейрана и 7-го герцога де Дино (1882—1968), титул герцога де Дино прервался.

## История
Титул герцога де Дино был создан указом короля Обеих Сицилий Фердинанда I 9 ноября 1815 года для французского политика и дипломата, князя Талейрана, в обмен на уступку им княжества Беневенто Папской области.
Название титула происходит от названия острова Дино в Тирренском море (0,5 км2), в окрестностях Прая-а-Маре в Калабрии.
31 августа 1817 года герцогский титул был признан королем Франции Людовиком XVIII в качестве наследственного французского пэрского титула. 2 декабря того же 1817 года по указу короля Обеих Сицилий Фердинанда I Шарль Морис де Талейран-Перигор, принц де Талейран, получил право на передачу титул герцога де Дино своему племяннику Александру Эдмону де Талейрану (1787—1872), сыну его младшего брата Аршамбо (1762—1838) и супругу герцогини Доротеи Саганской.
Эдмон де Талейран-Перигор передал титул герцога де Дино своему второму сыну Александру Эдмону де Талейран-Перигору (1813—1894), женатому на Валентине де Сен-Альдегонд, в то время как его старший сын, Наполеон Луи де Талейран-Перигор (1811—1898), носил титул герцога де Валансе, а позднее унаследовал титул герцога де Саган. 
Александр, в свою очередь, передал герцогский титул своему старшему сыну, Морису де Талейран-Перигору, 4-му герцогу де Дино (1843—1917). Морис де Талейран скончался бездетным, и его титул унаследовал кузен, Эли де Талейран-Перигор, 5-го герцог Талейрана (1859—1937), который и стал 5-м герцогом Дино. Такую передачу титула узаконил своим указом король Италии Виктор Эммануил III (королевство Италия унаследовало суверенитет над титулом герцогов Дино от Неаполитанского королевства). 
Эли де Талейран-Перигор с 1908 года был женат на Энн Гулд, от брака с которой у него родились сын — Говард де Талейран (1909—1929), который покончил жизнь самоубийством из-за отказа родителей дать разрешение на брак с выбранной им невестой,  и дочь — Елена Виолетта де Талейран (1915—2003), в разные годы бывшая супругой графа Джеймса Роберта де Пурталеса и Гастона Палевского. 
В 1937 году после смерти Эли герцогский титул унаследовал его младший брат, Бозон де Талейран-Перигор (1857—1952), который стал 6-м герцогом де Талейран и 6-м герцогом де Дино. Он был трижды женат, но не оставил потомства.
В 1952 году после смерти Бозона титулы перешли к его двоюродному брату, Эли де Талейран-Перигору (1882—1968), который стал 7-м герцогом де Дино и 7-м герцогом де Талейран. В 1968 году герцог скончался, не имея прямого наследника мужского пола. 
В 1975 году король Италии в изгнании Умберто II своим указом признал новым герцогом де Дино Мануэля Гонсалеса де Андрия, маркиза Вильяэрмоса (1909—2005). Он был единственным сыном Луиса Августа Эмили Гонсалеса де Андрия и Дрейфуса, маркиза де Вильяэрмоса (1874—1965), и Фелиции Элизабет Мэри де Талейран-Перигор (1878—1981), старшей сестры последнего герцога де Дино. В 2005 году старшая дочь Мануэля, донья Мария Луиза де Андрия и Элио (1932—2015), жена дона Луиса де Вильегаса, посла Испании, унаследовала титул 9-й герцогини де Дино. В 2015 году после её смерти герцогский титул перешел к её второму сыну, Хавьеру де Вильегасу и Гонсалесу де Андрия (род. 1961), который стал 10-м герцогом де Дино. Однако, последовательность герцогов Дино после 1968 года признаётся не всеми, так как указ о передаче титула исходил от свергнутого к тому времени короля.

## Список герцог Дино
Герцогский титул был создан в Королевстве обеих Сицилий (1815, 1817), признан во Франции с 1817 году и в Италии в 1912 году.
- 1815—1817: Шарль-Морис де Талейран-Перигор (2 февраля 1754 — 17 мая 1838), 1-й герцог де Дино, принц де Талейран (1814), герцог Талейран (1817), пэр Франции (1814 и 1815).
- 1817—1838: Александр-Эдмон де Талейран-Перигор (1 августа 1787 — 14 мая 1872), племянник предыдущего, 2-й герцог де Дино, граф Французской империи (1810) и 2-й герцог Талейран (1838). Женат с 1809 года Доротее фон Бирон (1793—1862), герцогине де Саган
- 1838—1894: Александр-Эдмон де Талейран-Перигор (15 декабря 1813 — 9 апреля 1894), младший сын предыдущего, 3-й герцог де Дино, женат 1839 года на Марией-Валентина-Жозефине де Сент-Альдегонд (1820—1891)
- 1894—1917: Морис де Талейран-Перигор (25 января 1843 — 5 января 1917), второй сын предыдущего, 4-й герцог де Дино. Было женат на Элизабет Бирс Кертис с 1867 года, но их брак был бездетным
- 1917—1937: Эли де Талейран-Перигор (23 августа 1859 — 25 октября 1937), двоюродный брат предыдущего, 5-й герцог Талейран и 5-й герцог Дино. Признан указом короля Италии 10 июля 1912 года.
- 1937—1952: Бозон де Талейран-Перигор (20 июля 1867 — 9 мая 1952), младший брат предыдущего, 6-й герцог Талейран и 6-й герцог Дино. Был трижды женат, но детей не оставил
- 1952—1968: Эли де Талейран-Перигор (20 января 1882 — 20 марта 1968), двоюродный брат предыдущего, последний герцог де Талейран, де Дино и де Саган. От брака с Лелой Эмери в 1938 году детей не имел. Последний мужской представитель дома Талейран-Перигор.